# Excavaciones de la Casa del Gobernador
Las Excavaciones de la Casa del Gobernador son las excavaciones arqueológicas más importantes de la ciudad español de Melilla. Se hallan en el antiguo jardín de los edificios del antiguo Gobierno Militar.

## Excavaciones
Los inicios de la actividad arqueológica se remontan a las primeras décadas del siglo XX, en el antiguo cerro de San Lorenzo donde un periodista llamado Rafael Fernández Castro desveló una necrópolis prerromana del siglo I a. C., corroborando un cercano asentamiento urbano vinculado a ésta. En 1998 la Consejería de Cultura de la Ciudad Autónoma de Melilla emprendió un programa de investigaciones, donde diversos equipos realizaron varias excavaciones en Melilla La Vieja, un peñón calcáreo de treinta metros donde se evidencian los primeros indicios de un establecimiento, cuyo inicio de ocupación se remonta al siglo VII a. C.
Con una trayectoria desigual, han sido varios los equipos participantes. Así, su comienzo en el año 2000 fue iniciado por Conrado González Cases con el fin de instruir a varios alumnos en el curso de Auxiliares de excavaciones arqueológicas. Posteriormente en el 2002, Victor Guerrero se hará cargo de unas nuevas excavaciones y será continuado por Noé Villaverde Vega en el año 2003, trabajando con algunos auxiliares ya formados. Tras la regularización de la normativa arqueológica en el año 2004, las excavaciones realizadas por la empresa Arqueosur, durante 2005-2006, seleccionada tras el concurso público ofertado por la Ciudad Autónoma de Melilla. Durante 2008 el Instituto de Cultura Mediterránea identificó restos del siglo VI  a. C,profundizando un metro más que en campañas anteriores y por tanto descubriendo diferentes niveles de ocupación por debajo de las viviendas almacenes. Durante el año 2009 se inició el I Campo de Voluntariado Internacional de Estudios y Actuación sobre el Patrimonio de Melilla con 30 participantes desvelando nuevos restos en la zona occidental.En el año 2011 se hizo un sondeo en la zona sur, localizandose restos de viviendas del siglo I a. C. En año 2016 se procedió a la limpieza del yacimiento con un campo de voluntariados bajo dirección del Museo de Arqueología de la ciudad. En el año 2018 se realizó un convenio con la Universidad de Málaga por parte de la Fundación Melilla Monumental para realizar un sondeo en el edificio oriental bajo dirección de Bartolomé Mora. Actualmente el yacimiento sufre un completo abandono por parte de la administración donde el deterioro de los restos arqueológicos es preocupante. En los últimos meses se han producido el derrumbamiento de restos de los muros de las casas prehispánicas así mismo existe grave peligro de corrimiento de la calle San Miguel sobre el yacimiento al no existe elementos de contención.
Actualmente el área de excavación ronda los 150 m², posee una potencia estratigráfica de 4,50 metros y en ella que se distinguen dos sectores de época prerromana, uno oriental correspondiente a una vivienda fechada en el siglo I a. C. y otro occidental del II a. C., en el que se hallaron tres habitaciones correspondientes a otra vivienda con niveles inferiores del siglo VII a. C.
La cronología de los materiales arqueológicos se centra en el periodo de mayor esplendor de Melilla en la antigüedad, época en que la antigua Rusaddir conformaba una de las ciudades más importantes del reino de Mauritania (siglo II a. C.–siglo I d. C.), tres siglos inmersa en un intenso proceso asimilador de los modos de vida romanos por parte de una población de larga  tradición feniciopúnica a la que se le irá sumando un importante componente bereber, dándose un vivo proceso de hibridación cultural y económica.
En los próximos años se recuperará el yacimiento para su exposición, dentro de un ambicioso proyecto de recuperación de la antiguas instalaciones del Gobierno Militar.